# Desa Pucangsari (administrativ by i Indonesien, lat -7,74, long 112,74)
Desa Pucangsari är en administrativ by i Indonesien.   Den ligger i provinsen Jawa Timur, i den västra delen av landet, 700 km öster om huvudstaden Jakarta.